# Corinne Le Quéré
Corinne Le Quéré (luglio 1966) è una climatologa e ricercatrice canadese francofona.
È docente di Scienze e politiche sui cambiamenti climatici presso l'Università dell'East Anglia, dal 2017 membro del Climate Change Commitee britannico e dal 2019 presidente dell'Alto Consiglio sul Clima francese.

## Biografia
Le Quéré ha ottenuto un bachelor of science in fisica presso l'Università di Montréal, un master in scienze dell'atmosfera e oceaniche presso l'Università McGill e un dottorato di ricerca in oceanografia presso l'Università Pierre e Marie Curie.
È stata ricercatrice presso l'Università di Princeton negli Stati Uniti (1992-1996), all'Istituto Max Planck di biogeochimica in Germania (2000-2005), e in collaborazione tra UEA e British Antarctic Survey nel Regno Unito (2005-2010).
È stata anche tra gli autori del Terzo (2001), Quarto (2007) e Quinto rapporto di valutazione (2014) del Gruppo intergovernativo sul cambiamento climatico (IPCC).
È stata co-presidente del Global Carbon Project (GCP) dal 2009 al 2013. È stata direttrice del Tyndall Center for Climate Change Research (2011-2018). Dal 2014 è membro del Comitato Scientifico della piattaforma Future Earth per la ricerca sulla sostenibilità. All'interno del GCP, ha avviato e dirige la pubblicazione annuale del Global Carbon Budget.
Nel 2019 Emmanuel Macron l'ha nominata presidente dell'Alto Consiglio sul Clima.

## Riconoscimenti
- 2012: premio Claude Berthault dell'Accademia francese delle scienze[7];
- 2013-14: medaglia Copernicus del Copernicus Gesellschaft e. V.[8];
- 2014: invito a tenere un seminario al Bolin Centre for Climate Research, Università di Stoccolma[9];
- 2015: medaglia Blaise Pascal per le scienze della terra e dell'ambiente, Accademia europea delle scienze[10];
- 2016:
  - nomina a Fellow della Royal Society[11];
  - inserimento nella lista delle "20 donne che fanno scalpore nel dibattito sui cambiamenti climatici" (in inglese 20 women making waves in the climate change debate), International Council for Science[12];
- 2019: medaglia del Principe Alberto I in partenariato con l'International Association of Physical Sciences of the Ocean[13];
- 2020: premio Heineken per le scienze ambientali per la sua ricerca interdisciplinare sulle interazioni tra i cambiamenti climatici e il ciclo del carbonio[14].